# Vrijzinnige Geloofsgemeenschap NPB
De Vrijzinnige Geloofsgemeenschap NPB, actief onder de naam Vrijzinnigen Nederland, is een religieuze gemeenschap in Nederland.

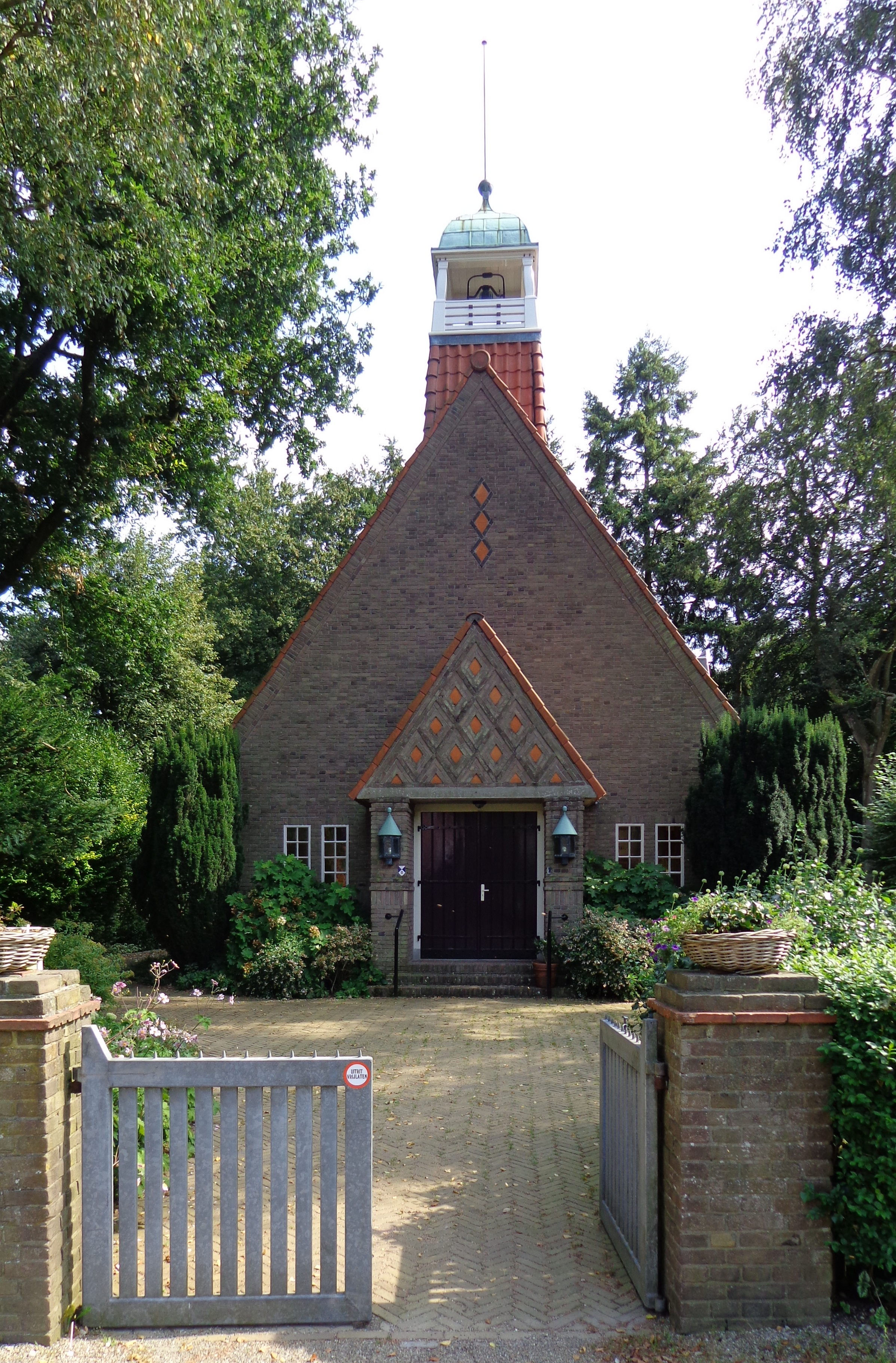
Parklaankerk in Driebergen-Rijsenburg

## Geschiedenis
De Nederlandsche Protestanten Bond (NPB), nu Vrijzinnigen Nederland (VN), werd opgericht in 1870 door Cornelis Willem Opzoomer, Cornelis Petrus Tiele en anderen. Het was een reactie door de aanhangers van het vrijzinnig protestantisme op de Confessionele Vereniging, die in 1864 was ontstaan.
Bij de oprichting van NPB, tekenden zich twee stromingen af: Zij die zich los van de bestaande kerken wilden organiseren, dit werd de NPB, en zij die de vrijzinnigheid zagen als een stroming binnen de gevestigde Nederlandse Hervormde Kerk. Deze laatste stroming richtte in het begin van de 20e eeuw de Vereniging van Vrijzinnig Hervormden, tegenwoordig VVP, op. Binnen de vrijzinnige stroming werd de Bijbel niet gezien als het Woord Gods in letterlijke zin, maar veel meer als een document dat getuigt van de liefde van God. Ook probeerde men de moderne wetenschappelijke inzichten en de rationaliteit in verbinding te brengen met het geloof.
Een van de actieve leden van de Vrijzinnige Geloofsgemeenschap was Jacoba Mossel. Zij zette zich ervoor in, dat vrouwen als godsdienstonderwijzeres en als predikster mochten werken. Ze gaf zelf godsdienstles.
Vanuit de NPB kwam de Centrale Commissie voor het Vrijzinnig Protestantisme voort, die de aanzet gaf tot de oprichting van de VPRO (1926) en eveneens betrokken was bij de Leidse Bijbelvertaling (1914).

## Heden
Vrijzinnigen Nederland (VN) heeft een verenigingsstructuur en is geen kerkgenootschap in de zin van de Nederlandse wet. Zij heeft ongeveer 3000 leden en 45 zelfstandige plaatselijke afdelingen, die onderling sterk kunnen verschillen. In de ene plaats dient het religieus humanisme als uitgangspunt en in de andere plaats het vrijzinnig christendom. Alle vrijzinnig denkende mensen kunnen lid van de vereniging worden, ook als ze al lid zijn van een (ander) kerkgenootschap. Plaatselijk wordt vaak samengewerkt met lidmaten en gemeenten van Remonstranten, Doopsgezinden en PKN.
VN was betrokken bij de oprichting van de Raad van Kerken in Nederland in 1968 en deed daarin mee. Eerst als gastlid en sinds 2000 als aspirantlid. In 2005 vroeg VN volwaardig lidmaatschap in de Raad aan. Dit werd echter in 2010 afgewezen, waarna VN zich van de Raad distantieerde. Later werd VN toch weer "geassocieerd lid" van de Raad.
De naam van de Nederlandse Protestanten Bond werd in 1991 in Vrijzinnige Geloofsgemeenschap NPB gewijzigd, maar is sinds mei 2014 officieel Vrijzinnigen Nederland.

## Kerkgebouwen

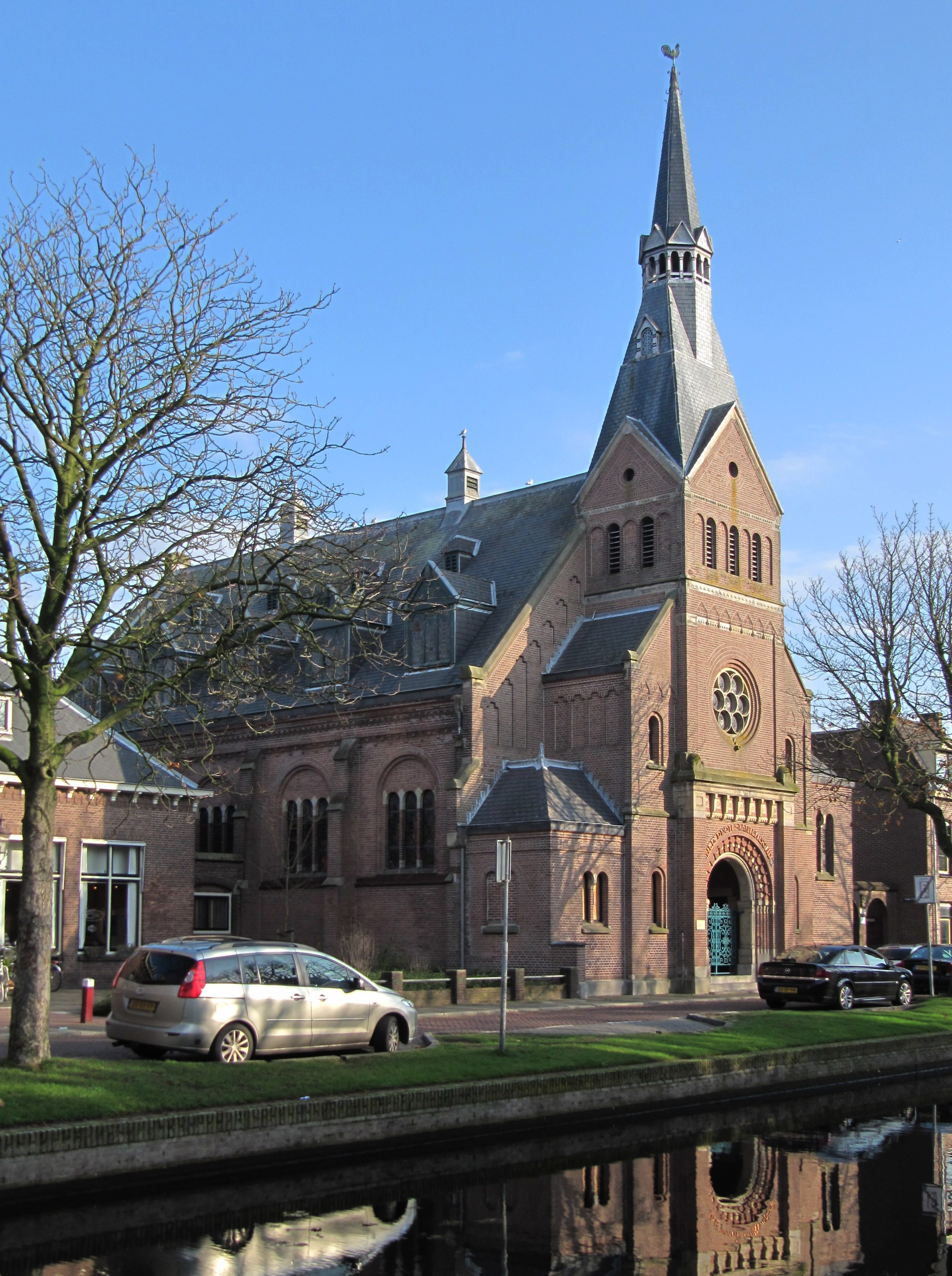
De Van Houtenkerk te Weesp

Ontstaan van de verschillende stromingen in Nederland

Een van de meer bekende kerkgebouwen van VN is de Van Houtenkerk te Weesp, die in 1940 aan deze vereniging werd geschonken.
Ook in Schiedam is een bekend kerkgebouw van VN te vinden. Dit werd in gebruik genomen in 1909. De plaatselijke afdeling van VN werd door François Haverschmidt gesticht, die onder het pseudoniem Piet Paaltjens schuilging en die predikant en leidsman van de Schiedamse vrijzinnigen was.
Het voormalige kerkgebouw aan de Middelhovenstraat in Dieren behoorde eveneens toe aan de NPB. Ook de Parklaankerk (Driebergen-Rijsenburg) behoort toe aan VN.

## Websites
- Vrijzinnigen Nederland